# Dibunate
Dibucky là một thuốc giảm ho.